# Södra Bunnersjön
Södra Bunnersjön är en sjö i Åre kommun i Jämtland och ingår i Indalsälvens huvudavrinningsområde. Sjön har en area på 0,384 kvadratkilometer och ligger 954 meter över havet. Södra Bunnersjön ligger i Vålådalen Natura 2000-område. Sjön avvattnas av vattendraget Västerån.

## Delavrinningsområde
Södra Bunnersjön ingår i det delavrinningsområde (700958-133287) som SMHI kallar för Utloppet av Södra Bunnersjön. Medelhöjden är 1 078 meter över havet och ytan är 3,85 kvadratkilometer. Räknas de 2 avrinningsområdena uppströms in blir den ackumulerade arean 12,26 kvadratkilometer. Västerån som avvattnar avrinningsområdet har biflödesordning 3, vilket innebär att vattnet flödar genom totalt 3 vattendrag innan det når havet efter 384 kilometer. Avrinningsområdet består mestadels av kalfjäll (90 procent). Avrinningsområdet har 0,38 kvadratkilometer vattenytor vilket ger det en sjöprocent på 10 procent.